# Línea Urbana (Funes)
La línea UF o Urbano, como es conocida localmente, es una línea urbana de pasajeros de la ciudad de Funes (Santa Fe), que cruza la localidad de sur a norte uniendo 10 barrios con el centro y las principales instituciones educativas. El servicio esta operado por el estado municipal en sus 16 km, transportando más de 2 000 personas por semana.
En julio de 2021, el intendente Rolvider Santacroce había anunciado el lanzamiento de una línea transversal que cubriera las zonas que las líneas 133N y 142N no lograban alcanzar. En noviembre, se adquirieron 2 minibuses y el 3 de enero de 2022 se puso en servicio con frecuencias cada una hora y de forma gratuita.

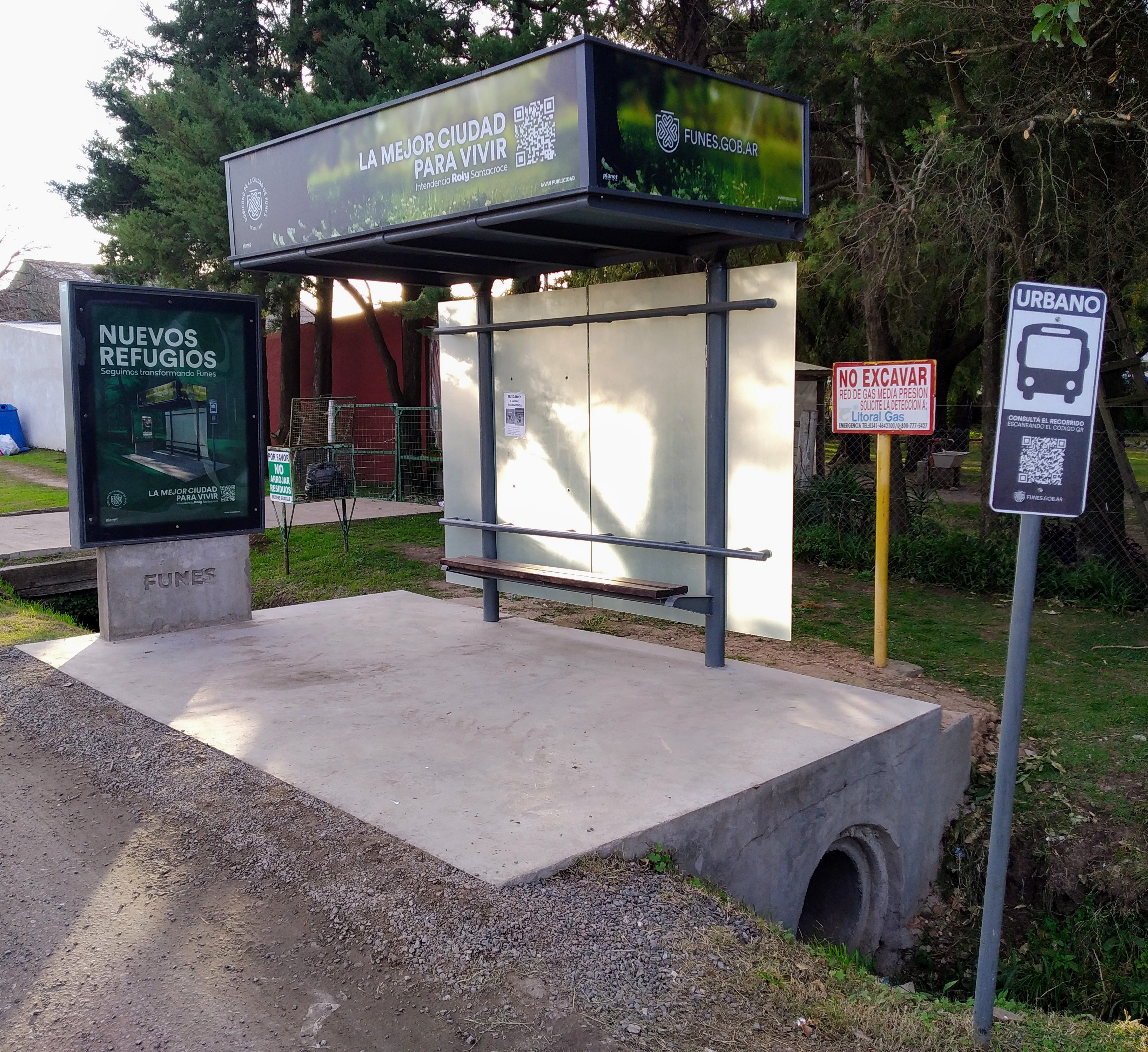
Nueva garita de colectivo en proximidades del Obrador municipal

## Recorrido
Servicio diurno y nocturno.  
Sus horarios son de lunes a viernes 06:30h. - 21:00 h. y sábados 07:00 h. - 14:00 h.  
|  |  | KBHFa |

|  |  | hSTRae |

|  |  | HST |

|  |  | BHF |

|  | BUS2 | BHF |  |

|  |  | BHF |

|  |  | BHF |

|  | BUS2 | STR |  |

|  |  | BHF |

|  | BUS2 | BHF |  |

|  |  | STR+lBUEq |

|  | BUS2 | BHF |  |

|  |  | HST |

|  |  | HST |

|  |  | HST |

|  |  | HST |

|  |  | HST |

|  |  | HST |

|  |  | BHF |

|  |  | BHF |

|  |  | STR+lBUEq |

|  | BUS2 | BHF |  |

|  |  | HST |

|  |  | HST |

|  |  | HST |

|  |  | HST |

|  | BUS2 | BHF |  |

|  |  | STR |

|  | BUS2 | BHF |  |

|  | BUS2 | BHF |  |

|  |  | BHF |

|  |  | hSTRae |

|  |  | KBHFe |

Véase recorrido en OpenStreetMap.